# Hage-Geingob-Cup
Der Hage-Geingob-Cup (englisch Dr Hage Geingob Cup) war ein seit 2014 ausgetragener Fußball-Pokalwettbewerb in Namibia. Er war nach dem dritten Staatspräsidenten Namibias, Hage Geingob, benannt und wurde zu dessen Ehren ausgetragen. Die Austragung endete 2024 nach dem Tod von Hage Geingob.[veraltet]
2022 wurde das Turnier einmalig nicht im Fußball, sondern im Rugby Union, zwischen einer namibischen Auswahl und den Griquas aus Südafrika, ausgetragen.

## Wettbewerbe
Die jeweiligen Gewinner sind fett dargestellt.

### Modus 2014–2016
Bei den beiden Austragungen 2014 und 2015 kamen vier Vereinsmannschaften zum Einsatz. Neben dem amtierenden Meister nahmen ein bis zwei weitere namibische Mannschaften, die durch die Fans per SMS-Verfahren ausgewählt wurden, und ein bis zwei Mannschaften aus Nachbarstaaten auf Einladung teil. Das Turnier fand stets im August statt.
2014
- African Stars
- Black Africa (namibischer Fußballmeister 2013/14)
- Mamelodi Sundowns
- Tigers

2015
- African Stars (namibischer Fußballmeister 2014/15)
- Julinho Sporting[4]
- Mamelodi Sundowns
- CD Primeiro de Agosto

2016
- African Stars
- Mamelodi Sundowns[6]
- Orlando Pirates
- Tigers (namibischer Fußballmeister 2015/16)

### Modus 2017–2019
Seit 2017 findet das Turnier für Fußballnationalmannschaften statt. Neben der namibischen Fußballnationalmannschaft nimmt eine weitere Nationalmannschaft auf Einladung teil. Das Spiel ist von der FIFA als offizielles Freundschaftsspiel anerkannt. Es wird stets im November ausgetragen.
2017
- Namibia[8]
- Simbabwe

2018
- Ghana
- Namibia

2019
- Namibia
- Sambia

### Modus 2022
Erstmals wurde das Turnier im Rugby Union ausgetragen:
- Namibische Auswahlmannschaft
- Griquas

### Modus 2023
Der Pokal wurde am 18. November 2023 erneut im Fußball ausgespielt. Der Landesmeister spielte gegen einen anderen Erstligisten, welcher per SMS-Abstimmung bestimmt wurde. Zudem spielte der amtierende Meister der Frauen in einer Partie.
- African Stars (namibischer Fußballmeister 2022/23)  0:1  Eeshoke Chula Chula
- Ongos Ladies  (namibischer Fußballmeister 2023)  0:1  Girls & Goals FC

Zudem findet ein Spiel zweier Legendenmannschaften aus Namibia und Südafrika statt.
- Legenden  4:5 i. E. (1:1)  Legenden

### Modus 2024
Der Hage Geingob wurde am 19. Oktober 2024 in Windhoek ausgetragen. Titelverteidiger Eeshoke Chula Chula und Meister African Stars trafen dabei aufeinander, eine Neuauflage des Pokalspiels vom Vorjahr. Bei den Frauen trafen ebenfalls erneut Ongos Ladies und Titelverteidiger Girls & Goals FC aufeinander.
- Eeshoke Chula Chula  2:0  African Stars
- Girls & Goals  1:3 i. E. (0:0)  Ongos Ladies